# Novopetrivka, Bilopillea
Novopetrivka (în ucraineană Новопетрівка) este un sat în comuna Kuianivka din raionul Bilopillea, regiunea Sumî, Ucraina.

## Demografie
Componența lingvistică a localității Novopetrivka
     Ucraineană (94,61%)
     Rusă (2,45%)
     Alte limbi (0,98%)
Conform recensământului din 2001, majoritatea populației localității Novopetrivka era vorbitoare de ucraineană (94,61%), existând în minoritate și vorbitori de rusă (2,45%) și armeană (1,96%).